# ジュリアン・ジャコビ
ジュリアン・ジャコビ（Julian Jakobi、1951年4月23日 - ）は、イギリス出身のスポーツエージェントである。主にレーシングドライバーのマネージメントを手掛け、自動車レースのフォーミュラ1（F1）でアイルトン・セナのマネージャーを務めたことで特に知られる。

## 経歴
シルバーストーンにほど近い地域で育ち、イングランドのパブリック・スクールであるラグビースクールを経て、オックスフォード大学を卒業。

### IMG
大学卒業後は4大会計事務所のひとつであるKPMGで働き、1977年に公認会計士の資格を取得。その後、スポーツマネージメントで知られるインターナショナル・マネジメント・グループ（IMG）に入り、国際ファイナンシャル部門とモータースポーツ部門の2部門で責任者を務めた。この間、世界中の有名なスポーツ選手やエンターテイナーの商業面のマネージメントを担った。そのクライアントは主な人物だけでも下記の通りとなる。
- ビョルン・ボルグ（テニス）
- バージニア・ウェード（テニス）
- スー・バーカー（テニス）
- ニック・ファルド（ゴルフ）
- アラン・プロスト（モータースポーツ/F1）
- アイルトン・セナ（モータースポーツ/F1）[注釈 1]
- デビッド・クルサード（モータースポーツ）
- ゲオルク・ショルティ（指揮者）

この間、F1では1988年にクライアント契約をしていたプロストとセナが両方とも同じチーム（マクラーレン）に所属してタイトルを争い、1989年から1991年にかけての両者の確執（詳細は「セナとプロストのライバル関係」を参照）では板挟みの状態となった。

### モータースポーツエージェント
1992年、IMGを離れ、クライアントの一人で当時のF1のトップドライバーであるアイルトン・セナのマネージャーとなり、同時にセナ・グループの国際部門の責任者となった。セナは1994年に事故死したが（詳細は「アイルトン・セナの死」を参照）、その後も遺族であるビビアーニ・セナらとの親交は続き、アイルトン・セナ財団などの商業面や慈善活動に関わり続けた。
1997年にステラ―・マネージメント社（Stellar Management Group）を設立し、アラン・プロスト、ジャック・ヴィルヌーブ、ダリオ・フランキッティ、マックス・ビアッジらの商業面のマネージメントを手掛けた。この間、ヴィルヌーブとの関係から、F1のブリティッシュ・アメリカン・レーシングの設立（1997年。デビューは1999年）にも関与した。
1999年5月にステラ―・マネージメント社はCSSプロモーションズと合併し、CSSステラ―社（CSS Stellar PLC）となり、ジャコビは2004年まで同社の最高経営責任者（CEO）を務め、2008年に会長に就任した。

#### GPスポーツマネージメント
2010年にジャコビはGPスポーツマネージメント社を設立し、引き続き、モータースポーツ分野のトップアスリートを専門としてマネージメント業を営んでいる。
GPスポーツマネージメント社の主な契約ドライバーは下記の通り。
- ジャン＝エリック・ベルニュ
- オリバー・ターベイ
- セルジオ・ペレス
- アンドレ・ロッテラー
- ダリオ・フランキッティ
- ルーカス・ディ・グラッシ
- ジェローム・ダンブロシオ
- ペドロ・デ・ラ・ロサ
- セルジオ・セッテ・カマラ
- ニック・キャシディ
- サム・バード